# Puy-Saint-Gulmier

Puy-Saint-Gulmier este o comună în departamentul Puy-de-Dôme, Franța. În 1 ianuarie 2022 avea o populație de 138 de locuitori.